# معاهده تونس
معاهده تونس، معاهده‌ای که میان محمد یکم المستنصر، رهبر حفصیان، و صلیبیون در نوامبر ۱۲۷۰ در جریان جنگ صلیبی هشتم میان طرفین بسته شد تا این جنگ نیز پس از مرگ لوئی نهم بر اثر بیماری، بدون نتیجه‌ای خاصی به پایان برسد. لوئی نهم، در ۱۲۷۰ پاریس را به قصد بندر ایگوس-مورتس واقع در جنوب فرانسه، که محل تجمع نیروها بود، ترک کرد. پس از سه ماه انتظار در ایگوس-مورتس، بندر را به سوی جزیره ساردنی ترک کردند. پس از رسیدن به ساردنی و پیوستن نیروهای متحد لوئی، صلیبیون عازم تونس شدند و پس‌از دو ماه سفر دریایی، به سواحل قرطاجنه رسیدند و در خرابه شهر قدیمی کارتاژ مستقر شدند. در این زمان دولت حفصی که وارث خلافت موحدون بودند، در افریقیه بر سر قدرت بودند. شرایط سختی برای صلیبیون که در سواحل قرطاجنه مستقر بودند، رقم خورد. طی ماه‌های بعد اعلام جهاد علیه صلیبیون، شبیخون‌های حفصیان و بیماری در اردوگاه صلیبیون به وجود آمد و سرانجام با مرگ لوئی در ۲۵ اوت ۱۲۷۰ بر اثر بیماری، صلیبیون در شرایط سخت، مجبور به پیشنهاد صلح به محمد المستنصر، سلطان و خلیفه حفصی، شدند که پس از چند روز قرارداد صلح میان طرفین بسته شد و شرایط میان حفصیان و دول اروپایی به شرایط پیش از جنگ بازگشت. طی این معاهده، طرفین بر سر ترک مخاصمه، آزادی اسرا، برقراری امنیت برای تجار، آزادی مذهبی و مبلغین مسیحی، پرداخت باج سالیانه از طرف حفصیان و … به توافق رسیدند.

## جنگ صلیبی هشتم
در پی سقوط انطاکیه و دیگر شهرهای شام و انقراض شاهزاده‌نشین انطاکیه به دست ممالیک مصر، پاپ کلمنت چهارم برای حفظ آخرین بقایای قلمرو صلیبیون در شام اقدام به فراخوان جنگ صلیبی دیگری کرد. لوئی نهم که همچنان پس از گذشت چهارده‌سال از بازگشتش به فرانسه به دلیل شکست و اسارتش در مصر، به فکر انتقام از مسلمانان و به ویژه مصریان بود، بر آن شد تا یک حمله جدید صلیبی به مشرق زمین تدارک ببیند. وی‌از پاپ خواست تا شاهان و امیران اروپا را به شرکت در یک حمله جدید صلیبی فراخواند. در پی فراخوان پاپ، برخلاف لوئی که شور و اشتیاق بسیاری برای تدارک و شرکت در این جنگ داشت، بیشتر پادشاهان و فرمانروایان اروپایی کوچک‌ترین تمایلی به حضور یا مشارکت در این حمله از خود نشان ندادند. سپس، لوئی که از کمک دیگران ناامید شده بود، بر آن‌شد تا به تنهایی و با بهره‌گیری از تسهیلات و حمایت کلیسا و پاپ دست به حمله بزند.
لوئی نهم، در ۱۲۷۰ پاریس را به قصد بندر ایگوس-مورتس واقع در جنوب فرانسه، که محل تجمع نیروها بود، ترک کرد. پس از سه ماه انتظار در ایگوس-مورتس، بندر را به سوی جزیره ساردنی ترک کردند. پس رسیدن به ساردنی و پیوستن نیروهای متحد لوئی، صلیبیون عازم تونس شدند و پس‌از دو ماه سفر دریایی، به سواحل قرطاجنه رسیدند و در خرابه شهر قدیمی کارتاژ مستقر شدند. در این زمان دولت حفصی که وارث خلافت موحدون بودند، در افریقیه بر سر قدرت بودند. شرایط سختی برای صلیبیون که در سواحل قرطاجنه مستقر بودند، رقم خورد. طی ماه‌های بعد اعلام جهاد علیه صلیبیون، شبیخون‌های حفصیان و بیماری در اردوگاه صلیبیون به وجود آمد و سرانجام با مرگ لوئی در ۲۵ اوت ۱۲۷۰ بر اثر بیماری، صلیبیون در شرایط سخت، مجبور به پیشنهاد صلح به محمد المستنصر، سلطان و خلیفه حفصی، شدند که پس از چند روز قرارداد صلح میان طرفین بسته شد و شرایط میان حفصیان و دول اروپایی به شرایط پیش از جنگ بازگشت.

## پیمان ترک مخاصمه
پیش از توافق بر سر ترک مخاصمه، اختلاف شدیدی بین سران و فقها و بزرگان دولت حفصی در مشروعیت این توافق و آتش‌بس درگرفت؛ به طوری که در یکی از جلسات گفتگو، مستنصر خشمگین شد و دستور تعطیل آن جلسه را صادر کرد. به هر حال، برخی از افراد سرشناس و فقهای بزرگ، چون قاضی القضاة دولت حفصی ابن خبّاز و فقیه ابن عجلان و … از شرکت در جلسهٔ صلح و امضای آن خودداری کردند. برخی از منابع به مشکوک بودن معاهدهٔ به دلیل آن که هیچ‌کدام از مذاکرات توسط شیوخ موحدون صورت نگرفته‌است، اشاره کرده‌اند. یکی از مناظرات فقهی مهم در دورهٔ حفصی، مناظره بر سر این معاهده بود که بین ابن زیتون، کارگزار اصلی صلح، با یک فقیه مخالف آتش‌بس به نام احمد بن عجلان روی داد. در نوامبر ۱۲۷۰ میلادی گروهی از فقها در مجلسی بر مشروعیت معاهدهٔ شهادت دادند. ابوزیان محمد بن عبدالقوی امیر بنی‌توجین واسطهٔ عقد معاهده بین مسلمین و صلیبی‌ها بود.

### مفاد پیمان

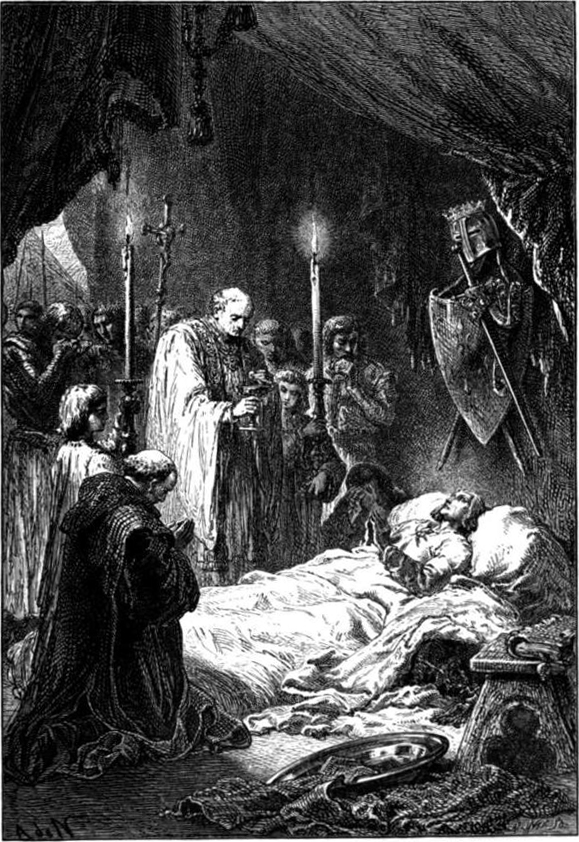
مرگ لویی نهم در خیمه‌اش در نزدیکی شهر تونس

1. برقراری صلح با دول شرکت‌کننده در جنگ؛
2. آزادی اسرا؛
3. امنیت متقابل از جمله بازرگانان و مسافران؛
4. ممنوعیت پناهندگی مخالفان؛
5. آزادی راهبان و کشیشان در تبلیغ و ساخت کلیسا در تونس؛[۱۰]
6. پرداخت غرامت جنگ توسط سلطان حفصی؛
7. ادامهٔ پرداخت باج سالیانه دولت حفصی به سیسیل؛
8. پرداخت ۱۱ قنطار طلا و ده قنطار نقرهٔ خالص در طی ۱۵ سال توسط دولت حفصی به صلیبی‌ها.[۱۱]

پرداخت غرامت جنگی و اموال زیادی که ابن خلدون آن را ده حِمْل مال، و برخی از منابع ۱۱۰۰ قنطار طلا و ۱۰ قنطار نقره گزارش نموده‌اند، خسارت بزرگی برای مردم تونس بود. ابن خلدون می‌نویسد: 
سلطان با پرداخت این مال از روی طیب نفس، مردم را مغبون ساخت.
 از آثار مخرب جنگ برای تونس، کاستن بنیهٔ مالی دولت حفصی بود. مبالغ هنگفتی صرف هزینهٔ جنگ و خرج نیروهای شرکت‌کننده در آن شد، به تصریح برخی از منابع همهٔ اموالی که ابو زکریا پدر مستنصر جمع کرده بود، تلف شد. گویا علی‌رغم هزینهٔ سنگینی که بر دولت نوپای حفصی تحمیل شد، این دولت آرامش و ثباتی را که برای بقای خود نیاز داشت، به دست آورد. چند ماه بعد از پیمان صلح، روابط دوستانهٔ مستنصر با دولت آراگون و چند دولت دیگر مسیحی از سر گرفته شد. دولت‌های مسیحیِ شرکت‌کننده در جنگ، بعد از جنگ دچار تفرقه شدند و در موضع ضعیفی نسبت به دولت حفصی قرار گرفتند. اما دولت سیسیل برقدرت طلبی خود پایدار ماند و گویا تنها دولتی که از این معاهده سود برد پادشاهی سیسیل بود.

در ارزشیابی مفاد این پیمان باید گفت که در ظاهر تأمین کنندهٔ بسیاری از منافع مالی دول مسیحی، اما به واقع منافع سیاسی آن مطلوب دولت حفصی بود و این نشان می‌دهد که مستنصر حفصی حاضر به پرداخت هزینهٔ مالی سنگین برای حفظ نوعی روابط پایدار سیاسی با دولت‌های فعال اروپایی، چون آراگون و کاستیل و جمهوری‌های جنوب ایتالیا بوده‌است. برونشویک هم تصریح می‌کند که: 
چون متن معاهده متضمن مسائل مالی بود و رنگ اقتصادی داشت، مستنصر حفصی به سرعت آن را پذیرفت.
 به هر حال برقراری دیپلماسی پایدار برپایه روابط تجاری دوستانه با دول اروپایی از پیروزی در یک جنگ نظامی بر این دول برای مستنصر حفصی از اهمیت بسیار بالاتری برخوردار بود.